# 中外旅行社
株式会社中外旅行社（ちゅうがいりょこうしゃ、英: CHUGAI TRAVEL Co.,Ltd.）は、東京都台東区上野にある旅行会社である。朝鮮国際旅行社、高麗航空の日本総代理店。
主として朝鮮民主主義人民共和国への渡航、募集型企画旅行を含む観光手配や在日朝鮮人の国際旅行を取り扱う。日本旅行業協会（JATA）加盟。

## 概要
在日朝鮮人向けの旅行手配業務と、朝鮮民主主義人民共和国専門旅行会社という2つの主要な性格がある。前者は、主に在日朝鮮人（朝鮮籍・韓国籍）の人向けに、国外渡航・査証手続きを行う代理店である。そのため、一般旅行会社と同様に、大手旅行会社のパッケージツアー商品も取り扱っている。
後者としては、日本で最初に北朝鮮旅行を扱った旅行会社である。観光ツアーブランドは「コリョツアー」（コリョ=高麗）で、入国時の「代表団名」にもなる。現在でこそ、様々な旅行会社が同国旅行会社の代理店となって同国旅行を取り扱うが、それらとは受け入れ旅行会社と航空会社の総代理店であると言う大きな違いがあり、同国と外交・領事関係のない日本において、日本居住者の観光査証（厳密には観光証）申請を一手に引き受ける窓口となっている。したがって、日本の各代理店で同査証を申請しても、中外旅行社が一定関与する。観光ガイドブック「朝鮮 魅力の旅」（旧版）では唯一掲載された。
以前はいわゆる御徒町（台東区東上野一丁目、台東三丁目）に所在した。同地は朝鮮人街でもある。

## 沿革
- 1968年2月13日 - 設立[5]

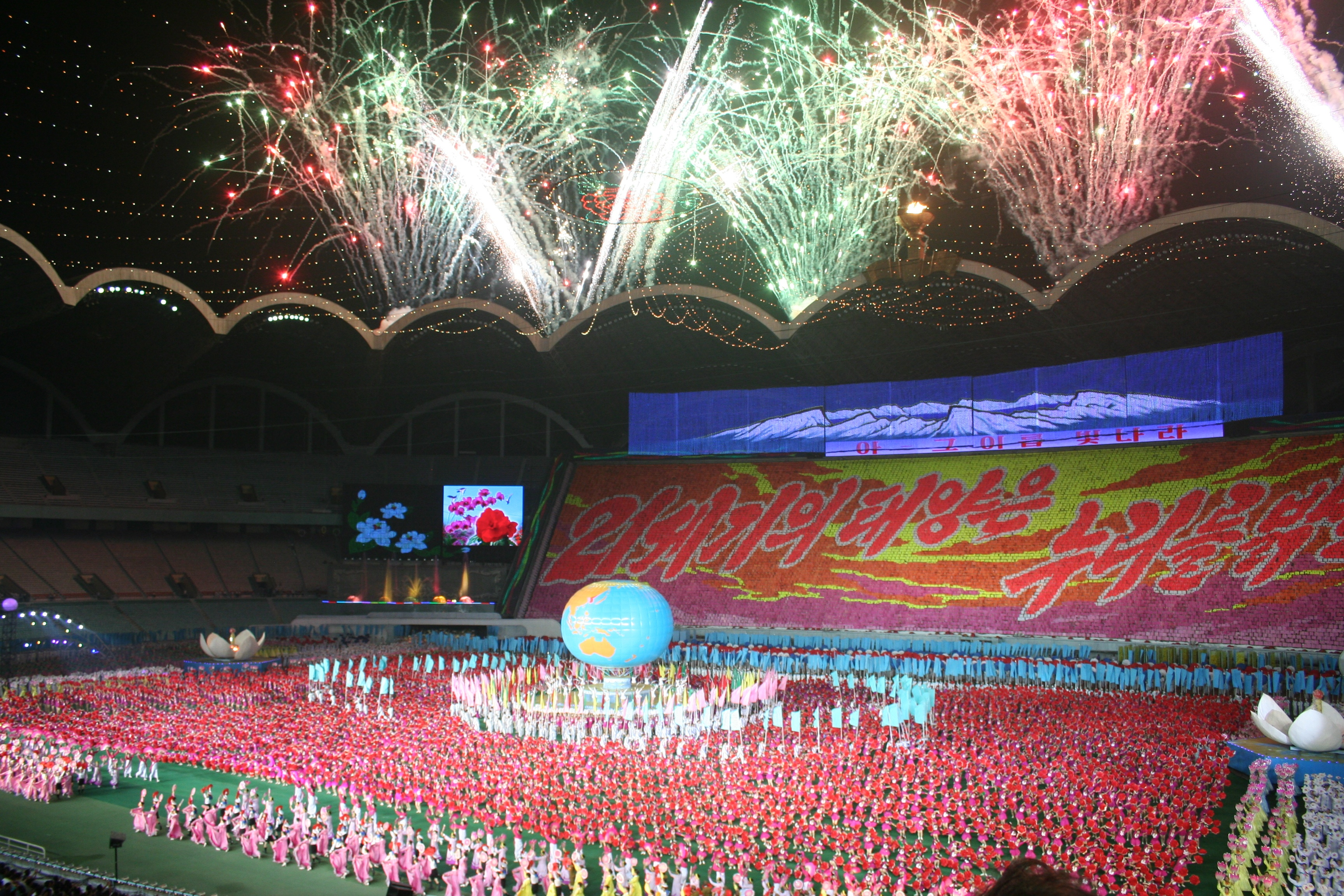
多数の観光客を取り扱ったアリラン祭

- 1987年 - 朝鮮民主主義人民共和国の一般外国人観光客受け入れ表明に伴い、観光事業を本格的に開始[6]。日本人観光団8社の幹事社を務める。
- 1989年7月 - 第13回世界青年学生祭典を契機に、日朝間チャーター便の運航に関する航空協定が締結[5]。
- 1991年 - 日本国旅券の「朝鮮民主主義人民共和国を除く」条項が削除される
- 1996年7月 - 社員であったLが独立し「KACツーリスト」を設立（2008年に廃業）
- 2002年 - アリラン祭開催（その後も開催）
- 2006年 - 日本国政府が、経済制裁の一環として朝鮮民主主義人民共和国との人的往来を規制。
「自粛」のため、日本国籍者が渡航することは可能であったが、朝鮮総聯幹部などは日本への再入国が禁止されたため、日本から出国ができなくなった。
この規制により、JATA加盟社である中外旅行社は指導を受け入れざるを得ず、募集型企画旅行を中止した。一方で手配旅行は継続した。
- 2012年2月28日 - 上記経済制裁に絡む「外為法違反」を理由として、警視庁公安部に強制捜索され、顧客データが押収された。
社の関係者は総聯機関紙を通じて「旅行者の法令違反を口実に旅行社を強制捜索するのは前代未聞」であると批判し、弁護士は「警察権力による民間企業への業務妨害、個人情報の違法収集であり、渡航の自由さえも侵害する暴挙」であるとした[7]。
- 2014年 - 日本国政府が人的往来規制の一部緩和[5]。募集型企画旅行の再開第一弾は、アントニオ猪木が主導する「インターナショナル・プロレスリング・フェスティバルin平壌」の観戦ツアーであった[8][注釈 1]。

## 交通アクセス
- JR線
上野駅（浅草口、東上野口）
- 東京メトロ線
上野駅（9番出口）
- 京成本線
京成上野駅（東京メトロ連絡通路経由9番出口）